# 塞尔沃城
塞尔沃城（法語：Ville-en-Selve，法語發音：[vil ɑ̃ sɛlv]）是法国马恩省的一个市镇，位于该省西北部，属于兰斯区。

## 地理
塞尔沃城（49°7'34"N, 4°4'52"E）面积8.84 平方千米，位于法国大東部大區马恩省，该省份为法国东北部内陆省份，北起阿登省，西北接埃纳省，西南接塞纳-马恩省，南至奥布省，东南接上马恩省，东临默兹省。
与塞尔沃城接壤的市镇（或旧市镇、城区）包括：吕德、希尼莱罗斯、方丹叙阿伊、热尔迈讷、瓦勒德利夫尔。
塞尔沃城的时区为UTC+01:00、UTC+02:00（夏令时）。

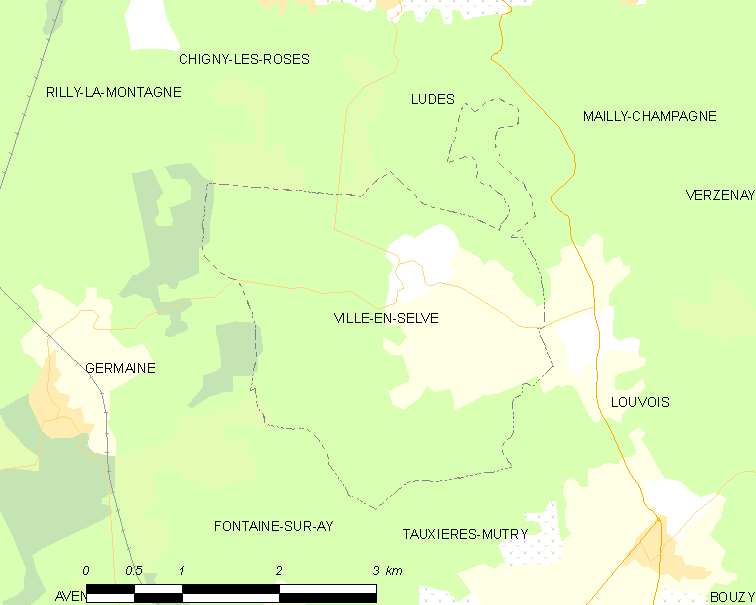
塞尔沃城的OSM定位图

## 行政
塞尔沃城的邮政编码为51500，INSEE市镇编码为51623。

## 政治
塞尔沃城所属的省级选区为穆尔默隆-韦勒-香槟山县。

## 人口

1962-2008年间塞尔沃城人口变化图示

塞尔沃城于2022年1月1日时的人口数量为296人。